# 교황 인노첸시오 11세
교황 인노첸시오 11세(라틴어: Beatus Innocentius XI, 이탈리아어: Beato Papa Innocenzo XI)는 제240대 교황(재위: 1676년 9월 21일 - 1689년 8월 11일/12일)이다. 본명은 베네데토 오데스칼키(이탈리아어: Benedetto Odescalchi)이다.

## 생애
1611년 5월 19일 이탈리아의 코모에서 태어나 예수회 학교에서 교육을 받고 나폴리 대학교에서 수학한 후 시민법과 교회법의 박사 학위를 받았다. 학문과 기도와 자선 행위에 힘쓰던 그는 데 라 쿠에바 추기경의 권고로 성직에 입문하여 1645년 교황 인노첸시오 10세에 의하여 추기경이 되었다. 1648년에 페라라에 교황청 사절로 파견되어 ‘가난한 이들의 아버지’라는 칭호를 받을 만큼 자선에 힘썼다. 1656년 로마로 돌아가 교황청에서 일하였다. 1670년 콘클라베에서 루이 14세의 영향으로 교황으로 선출되지는 못하였으나 교황 클레멘스 10세가 선종한 후 1676년에 교황으로 선출되었다.
인노첸시오 11세는 교황좌에 오르기 전에 교회 쇄신을 위해 12개 항을 실천하도록 요구하였다. 이 작업은 교황이 세 가지 목적을 수행하기 위해서였다. 첫째는 트리엔트 공의회의 업적을 마무리하고, 둘째는 교회의 자유와 권리를 변호하며, 셋째는 오스만 제국에 대항하여 유럽의 안전을 보장하는 것이었다.
교회의 자유 수호를 위한 인노첸시오 11세의 지대한 노력은 절대 왕권을 주장한 루이 14세와 갈등을 빚었다. 루이 14세는 1681년 10월 1일에서 다음해 7월 1일까지 파리에서 프랑스 성직자 대회를 열고 1682년 3월 19일 '프랑스 성직자 선언'이라는 네 개의 조항을 칙령으로 발표하였다. 이는 '갈리아 신조'라고도 불리는데 그 내용을 보면 다음과 같다.
1. 교회는 현세에 일어난 사건에 대하여 아무런 권한도 없다. 군주는 어떤 면으로도 교황 밑에 있을 수 없다. 그러므로 교황에 의해 폐위될 수 없고, 교황에게 충성 서약도 하지 않는다.
2. 공의회는 그 권능을 그리스도에게서 직접 받았으므로 교황보다 위에 있다.
3. 신앙 조항에 대한 교황의 결정은 교회의 동의를 얻을 때에만 무류적이다.

여기에 대해 인노첸시오 11세는 그 해 4월 11일 그 조항들을 반박하고 그 대회에 참가한 모든 주교 후보자들에게 교황의 승인을 요구하였다. 1685년 루이 14세는 낭트의 칙령을 반포하여 위그노파를 박해하며 교황에 대해서는 굽히지 않았다. 인노첸시오 11세는 위그노파 박해에 대하여 항의하고 프랑스 대사를 받아들이지 않았다. 이리하여 관계가 악화되었다. 인노첸시오 11세는 쾰른의 신임 대주교로 루이 14세가 추천한 퓌르스텐베르크 대신 요셉 클레망을 임명하였다. 사정이 이러하자 루이 14세는 교황령의 아비뇽을 점령하고 교황청 대사를 감금하며 공의회를 열겠다고 위협하였다.
인노첸시오 11세는 오스만 제국의 더 이상의 진격을 저지하고 로마 가톨릭과 개신교를 일치시키려고 노력하였다. 1683년 9월 11일 빈의 문턱에서 오스만 제국군을 격퇴하기 위한 전투를 위해 그는 경제적인 지원과 기도를 아끼지 않았다.
인노첸시오 11세는 재위 중 족벌주의의 잔재를 제거하려고 노력하였고 칙서를 발표하여 잦은 영성체와 고해성사, 그리고 윤리 생활을 강조하였다. 또한 그는 윤리 신학의 해이한 태도와 노예 제도를 단죄하였다.
인노첸시오 11세가 선종하자 시복 절차가 진행되었으나 프랑스 왕실의 개입으로 연기되다가 교황 비오 12세에 의해 1956년 10월 7일 복자로 시복되었다.
| 전임 클레멘스 10세 | 제240대 교황 1676년 9월 21일 - 1689년 8월 11일/12일 | 후임 알렉산데르 8세 |